# Shaftesbury Avenue
Shaftesbury Avenue er en bred gade i London, med navn efter Anthony Ashley Cooper, 7. jarl af Shaftesbury. Den går i nordøstlige retning fra Piccadilly Circus til New Oxford Street, og krydser Charing Cross Road ved Cambridge Circus. 
Gaden blev anlagt af Metropolitan Board of Works i anden halvdel af det 19. århundrede for at forbedre trafikken. Shaftesbury Avenue regnes gerne som hjertet i West Ends teaterdistrikt, og gadeskiltene i området har påskriften "Theatreland". Flere af de mest kendte teatre i London ligger langs gaden, som Lyric, Apollo, Gielgud og Queen's på nordsiden mellem Piccadilly Circus of Charing Cross Road. Ved Cambridge Circus ligger det store Palace Theatre og i nordøst-enden ligger Shaftesbury Theatre. Man finder også Trocadero, en tidligere restaurant og music hall som nu er et indkøbscenter.
51°30′43″N 0°07′55″V / 51.512°N 0.132°V